# Hiéroglyphe égyptien A38
Le hiéroglyphe égyptien A38 (homme debout tenant deux panthères emblématiques par le cou'), est classifié dans la section A « L'Homme et ses occupations » de la liste de Gardiner ; il y est noté A38.

## Représentation
Il représente un homme debout, tenant deux animaux emblématiques à tête de panthères par le cou dans la position typique du maître des animaux, motif très ancien d'origine mésopotamienne. Il est translittéré Ḳjs.

## Utilisation
| A38 | s | Z4 · O49 |

| A38 | s | Z4 · O49 |

| A39 |

| A39 |

(homme debout tenant deux girafes par le cou).
| A37 |

| A37 |